# Patrouille Breitling
La Patrouille Breitling ou Breitling Jet Team est une patrouille acrobatique civile de spectacle de voltige aérienne française professionnelle de la société Apache Aviation fondée par l'aviateur Jacques Bothelin, et sponsorisée par le fabricant de montres Suisse Breitling depuis 2003. Breitling a annoncé la fin du sponsoring de la patrouille à la fin de la saison 2019.

## Historique
Cette patrouille appartient à la société Apache Aviation, fondée en 1981 par Jacques Bothelin, créateur, leader et manager de l’équipe, grande figure française de l'aéronautique avec plus de 11 000 heures de vol, 2 800 démonstrations de voltige dans plus de 36 pays et sur plus de 145 types d'appareils.
Elle est basée sur l'aéroport civil de Dijon-Bourgogne, voisin de l'ancienne Base aérienne 102 Dijon-Longvic.

## Pilotes de la patrouille Breitling

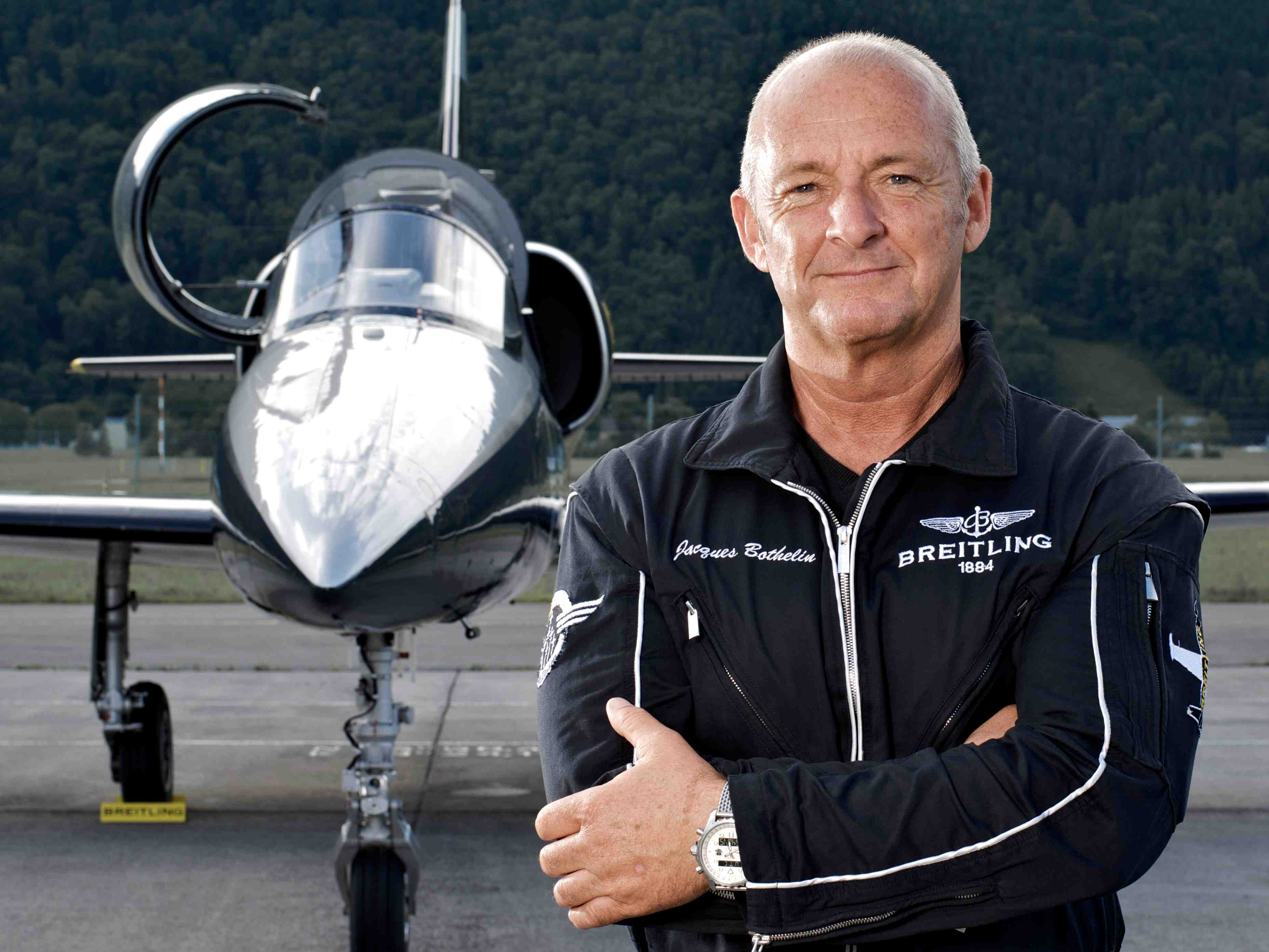
Le pilote Jacques Bothelin, fondateur et leader de la Patrouille.

- Jacques Bothelin (Speedy) : ex pilote de démonstration d'Aerospatiale, leader de la patrouille.
- Bernard Charbonnel (Charbo) : ex pilote de Mirage 2000, numéro 2, vole en tant qu'intérieur droit.
- Christophe Deketelaere (Douky) : ex pilote de Jaguar, numéro 3, vole en tant que premier charognard.
- François Ponsot (Ponpon) : ex pilote de démonstration du Mirage 2000, numéro 4, vole en tant qu'intérieur gauche.
- Vincent Marteau : ex pilote instructeur de l'armée de l'air, numéro 5, vole en tant que second Charognard.
- Paco Wallaert (Paco) : ex pilote de la patrouille de france, numéro 6, vole en tant qu'extérieur droit
- Patrick Marchand (Gaston) : ex pilote de Jaguar, numéro 7, vole en tant qu'extérieur gauche.

La patrouille utilise des jets L-39 Albatros dont les peintures et décorations ont été réalisées fin 2010 par le dessinateur Pierre-André Cousin.

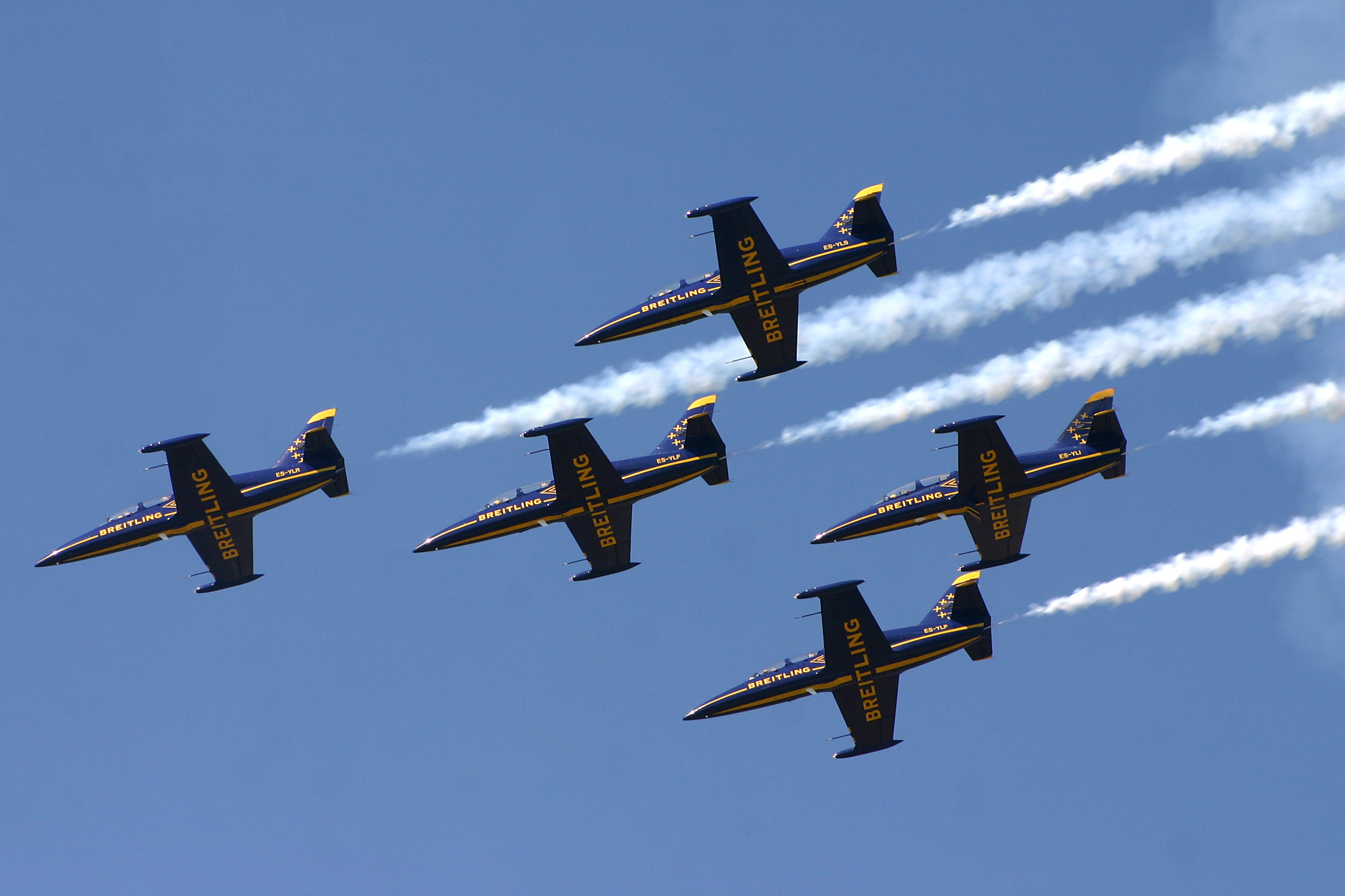
Patrouille Breitling en formation avec fumigènes
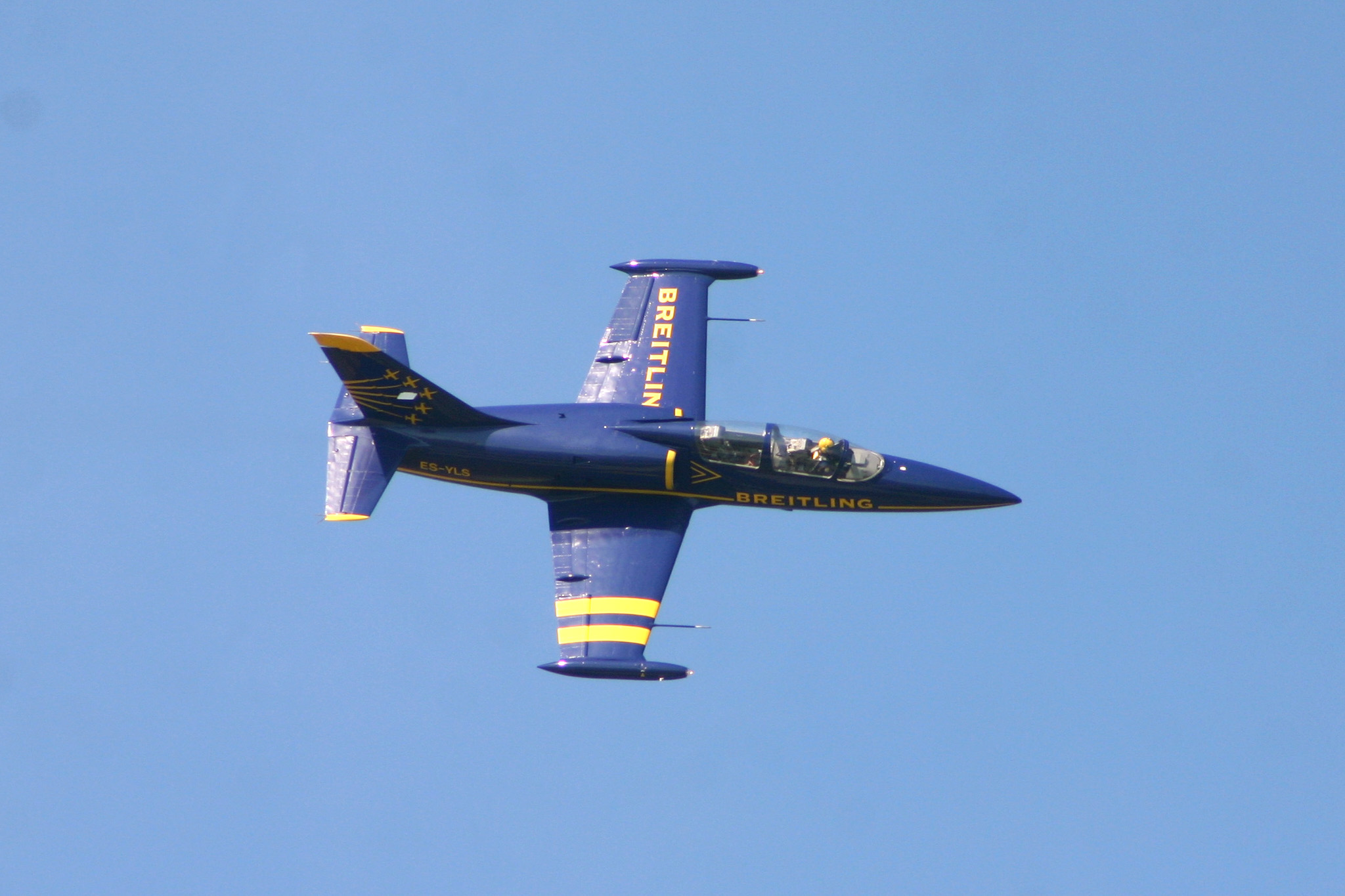
L-39s Albatros de la Patrouille Breitling en vol

## Spectacle
Le patrouille Breitling s'entraîne durant l’intersaison de novembre à mars et effectue chaque saison une cinquantaine de démonstrations de vingt-cinq minutes dans toute l'Europe et dans le monde, lors de meetings aériens, Grands Prix de Formule 1, rassemblements sportifs et autres événements.
Les sept Jet L-39 alternent figures en formation à 2,5 mètres de distance les uns des autres, 30 à 100 mètres d'altitude pour la voltige à des vitesses comprises entre 250 et 700 km/h. Les pilotes subissent des accélérations de -2 G à +8 G. La représentation est accompagnée de musiques et commentée pour guider l’œil du spectateur et lui fournir des renseignements techniques sur les évolutions.

## Figures acrobatiques
Séparations, croisements, boucle, passage publique, barrique, 360° en formation canard, apache roll, trefli barrique, bombe, croisement barrique, percussion, volute + barrique et éclatement final avec un système de feu d'artifice (flares).
La patrouille utilise un fumigène, de type huile de paraffine, qui permet de matérialiser les trajectoires d'un blanc éclatant.

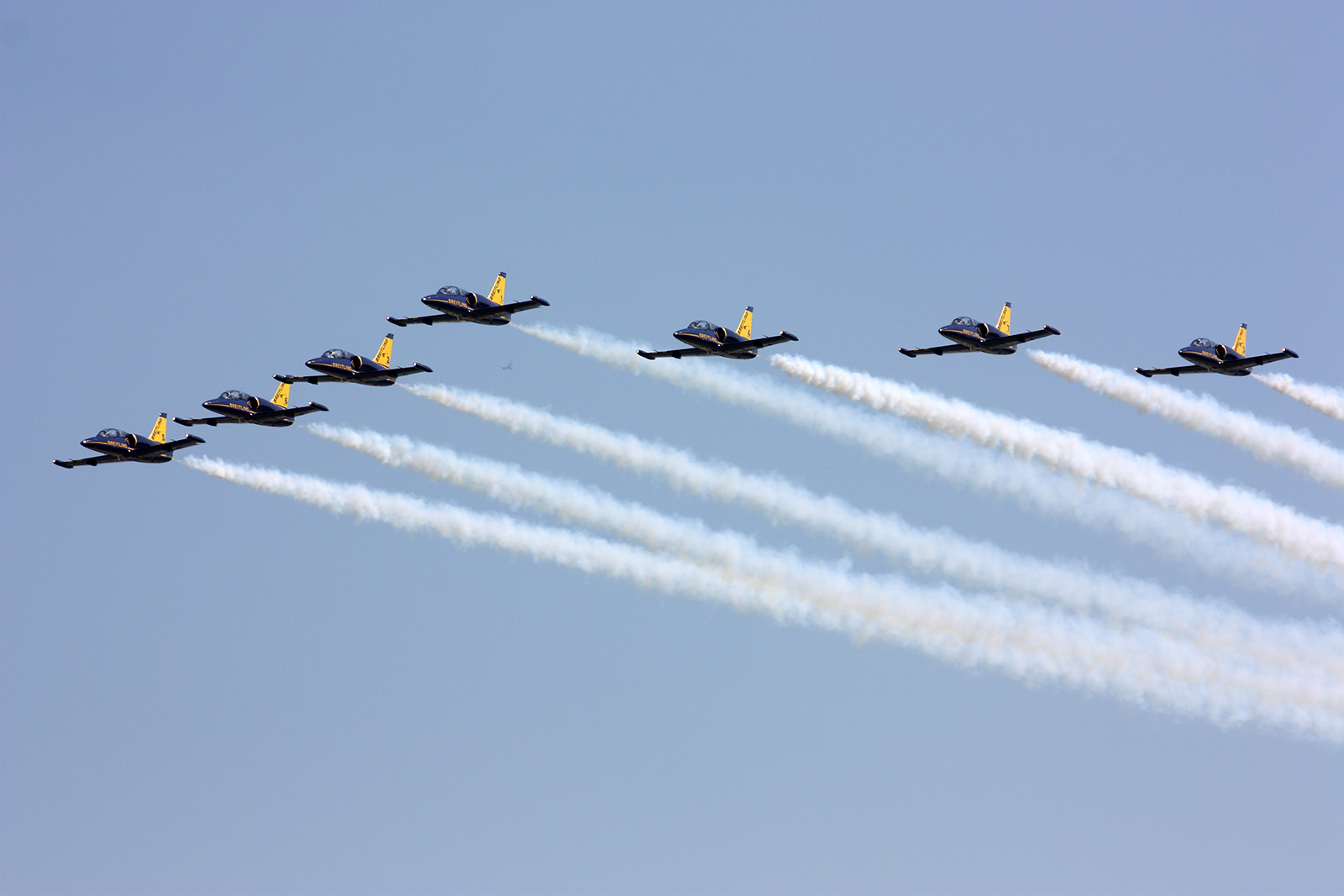
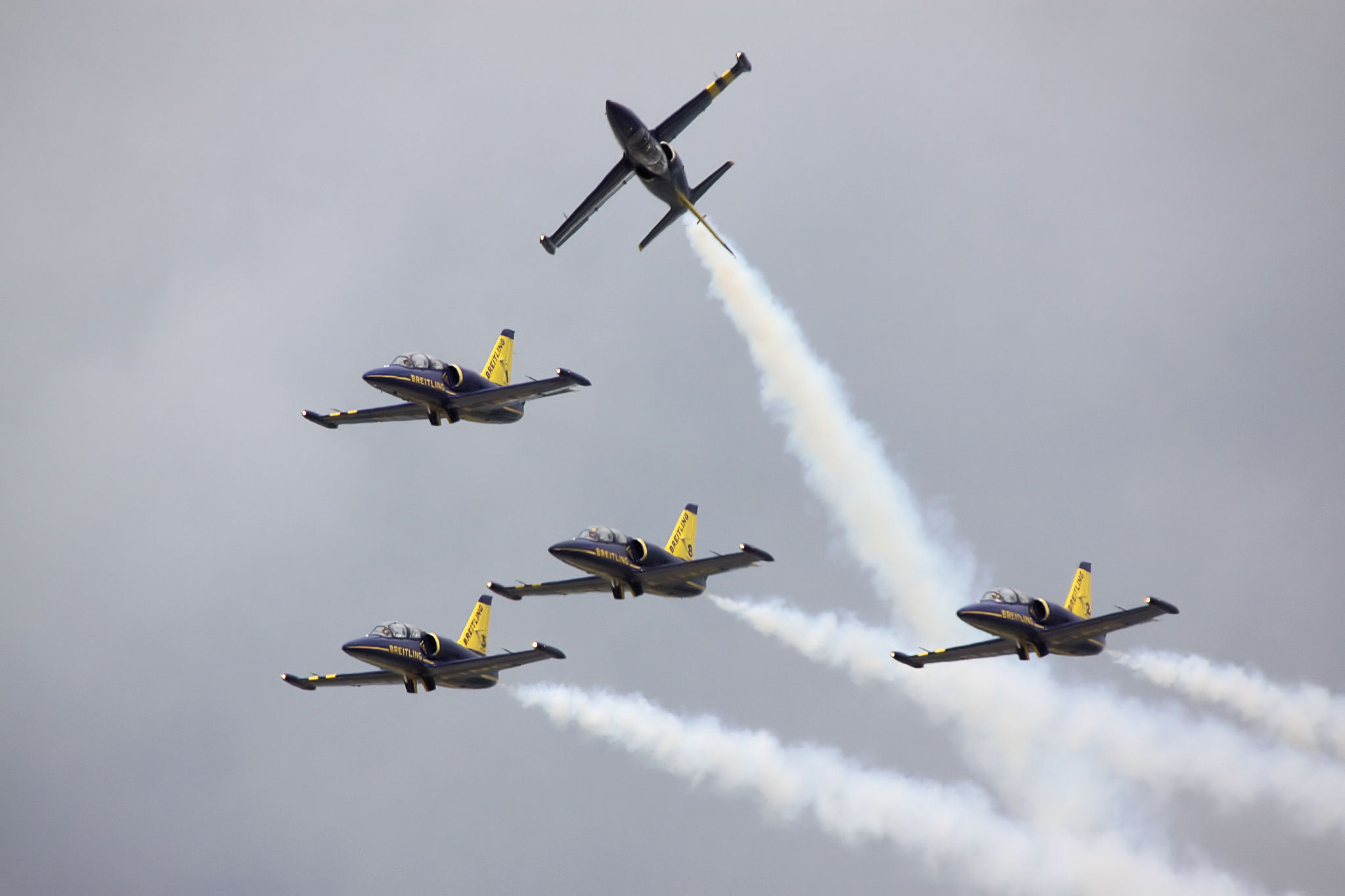
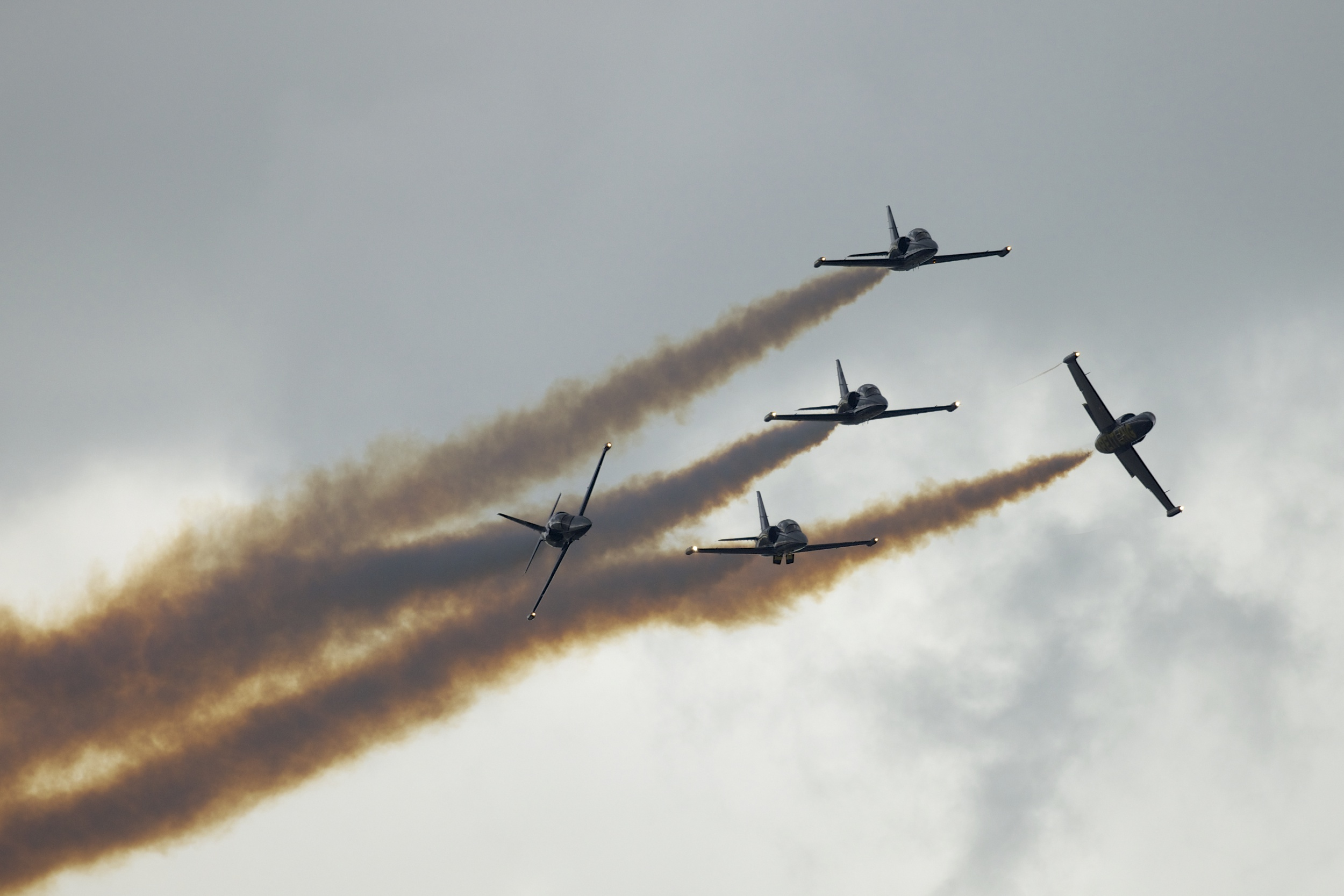
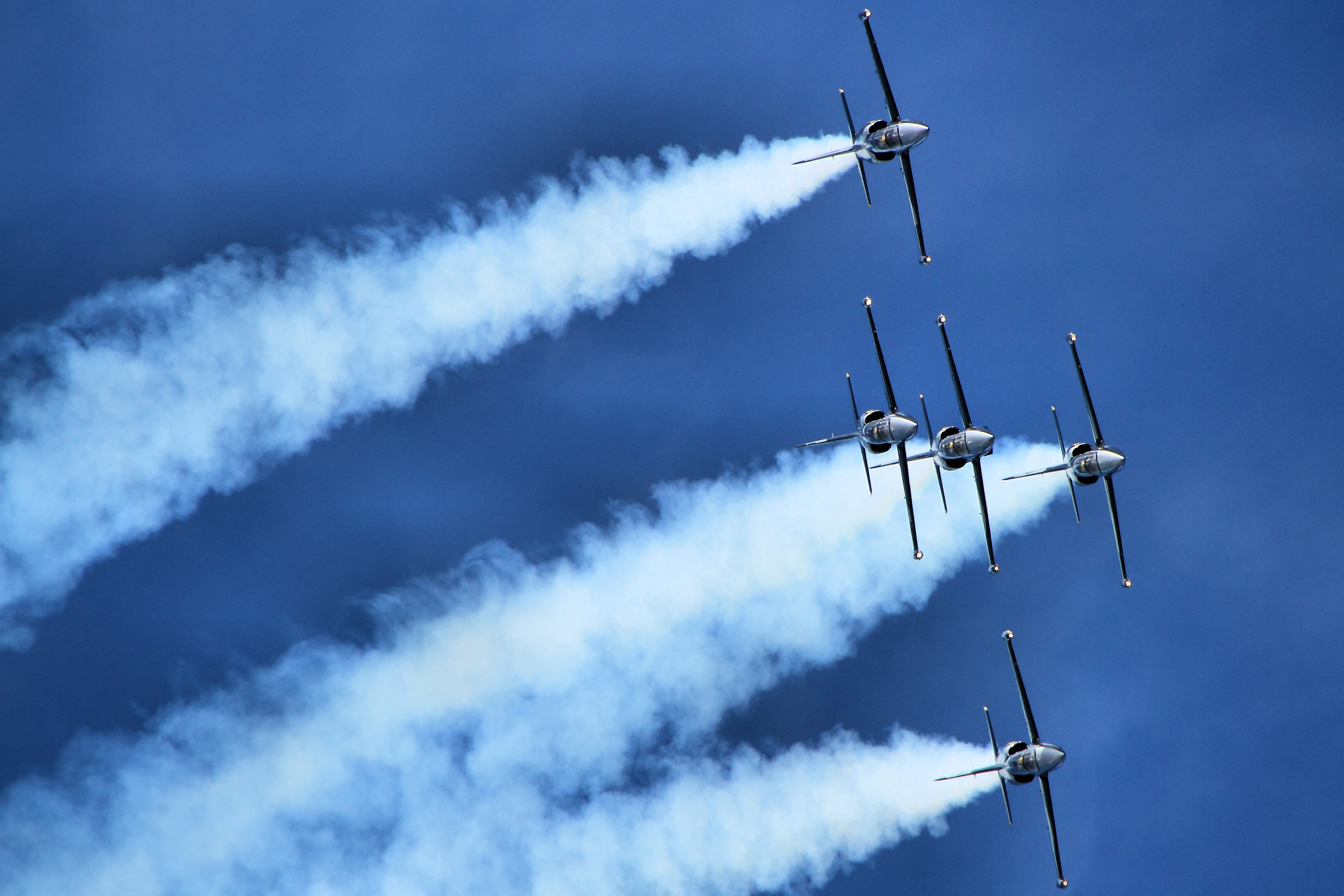
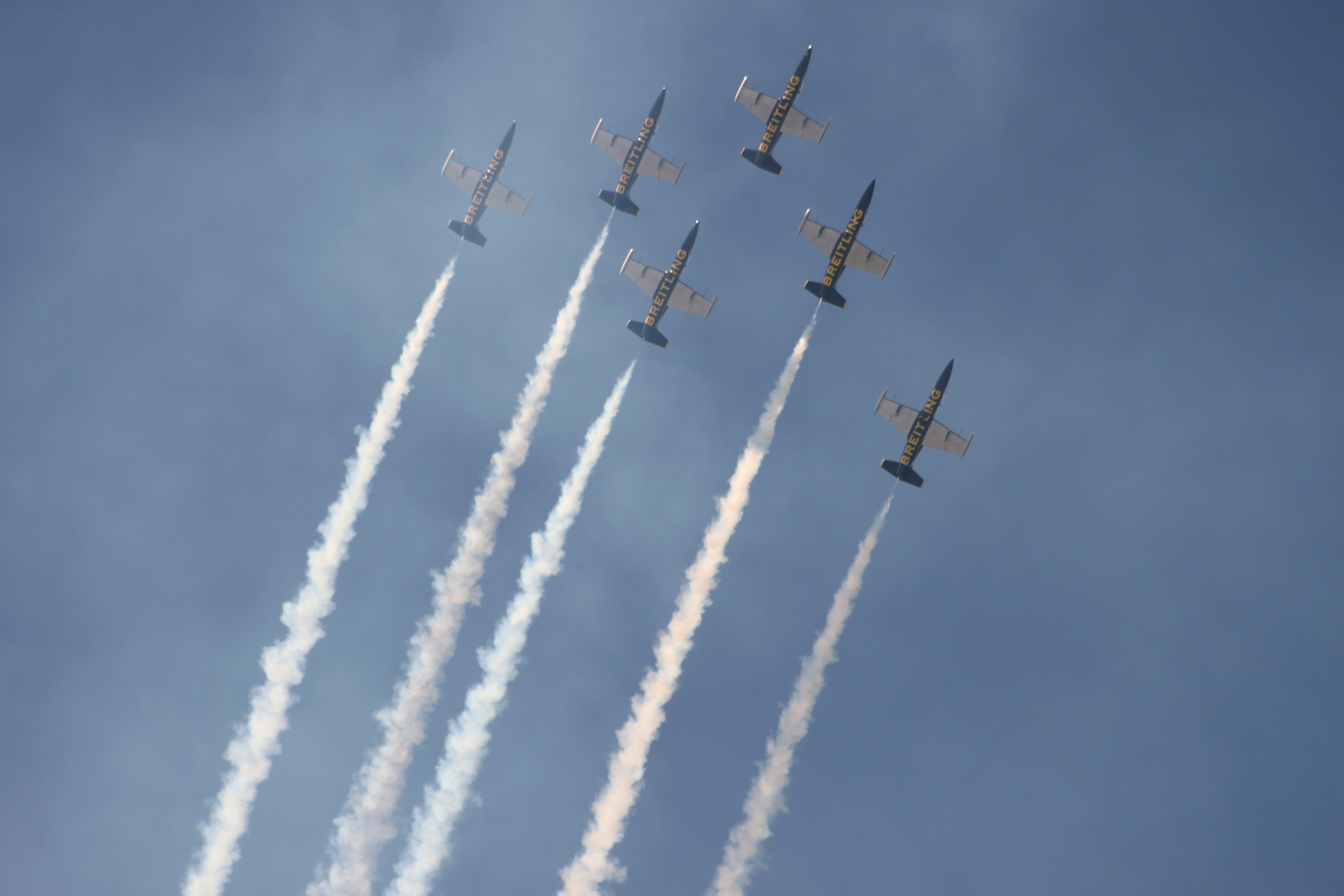
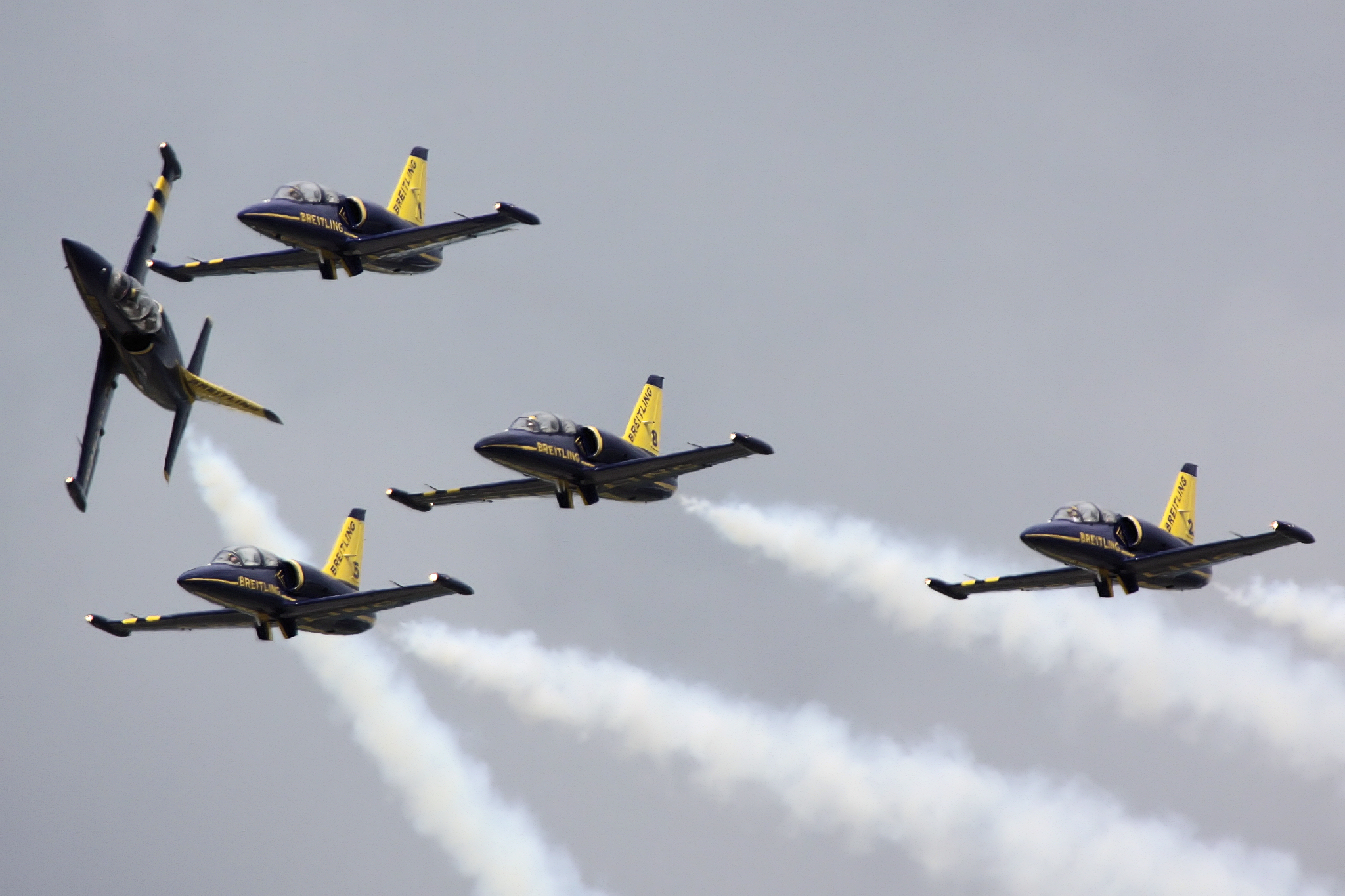
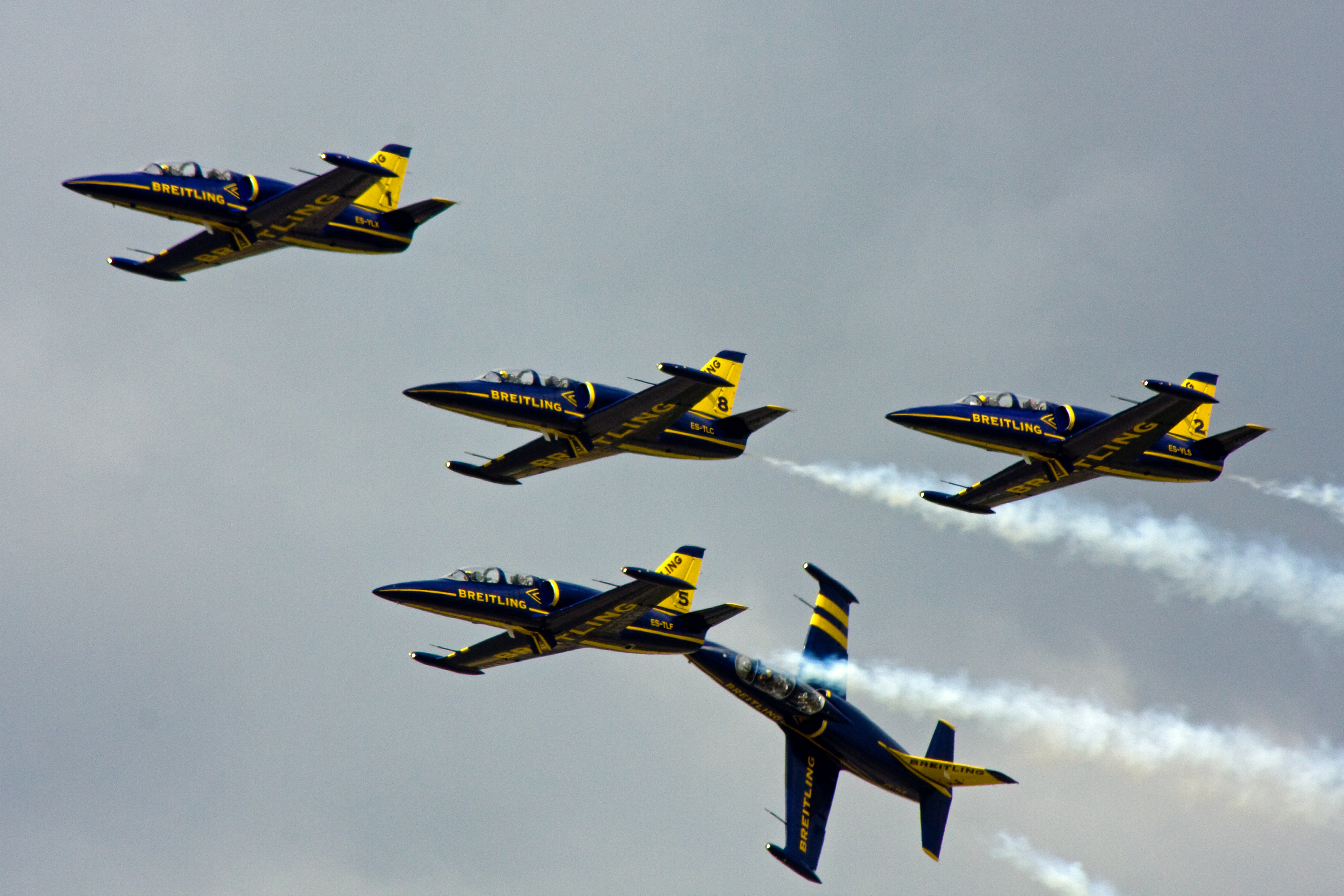
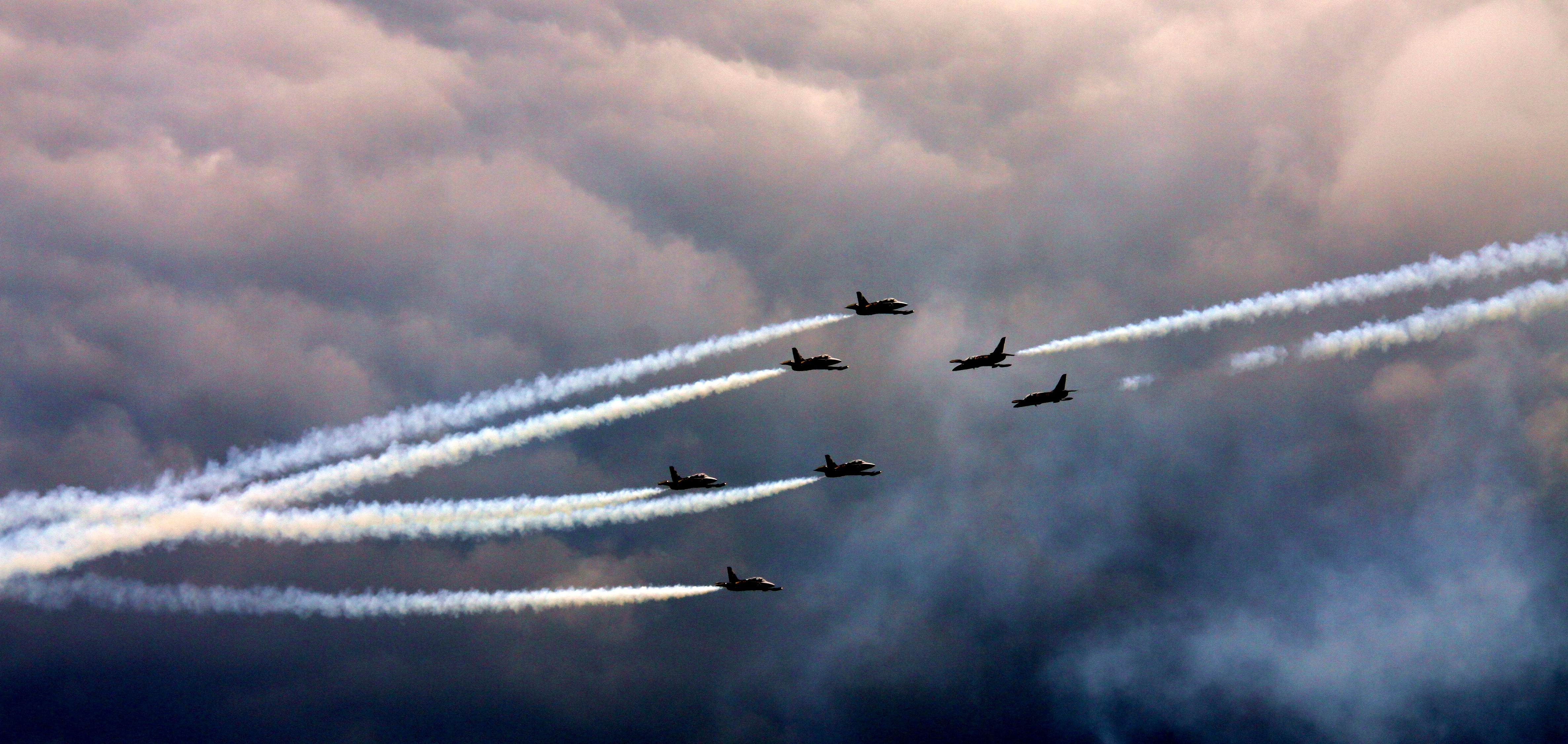
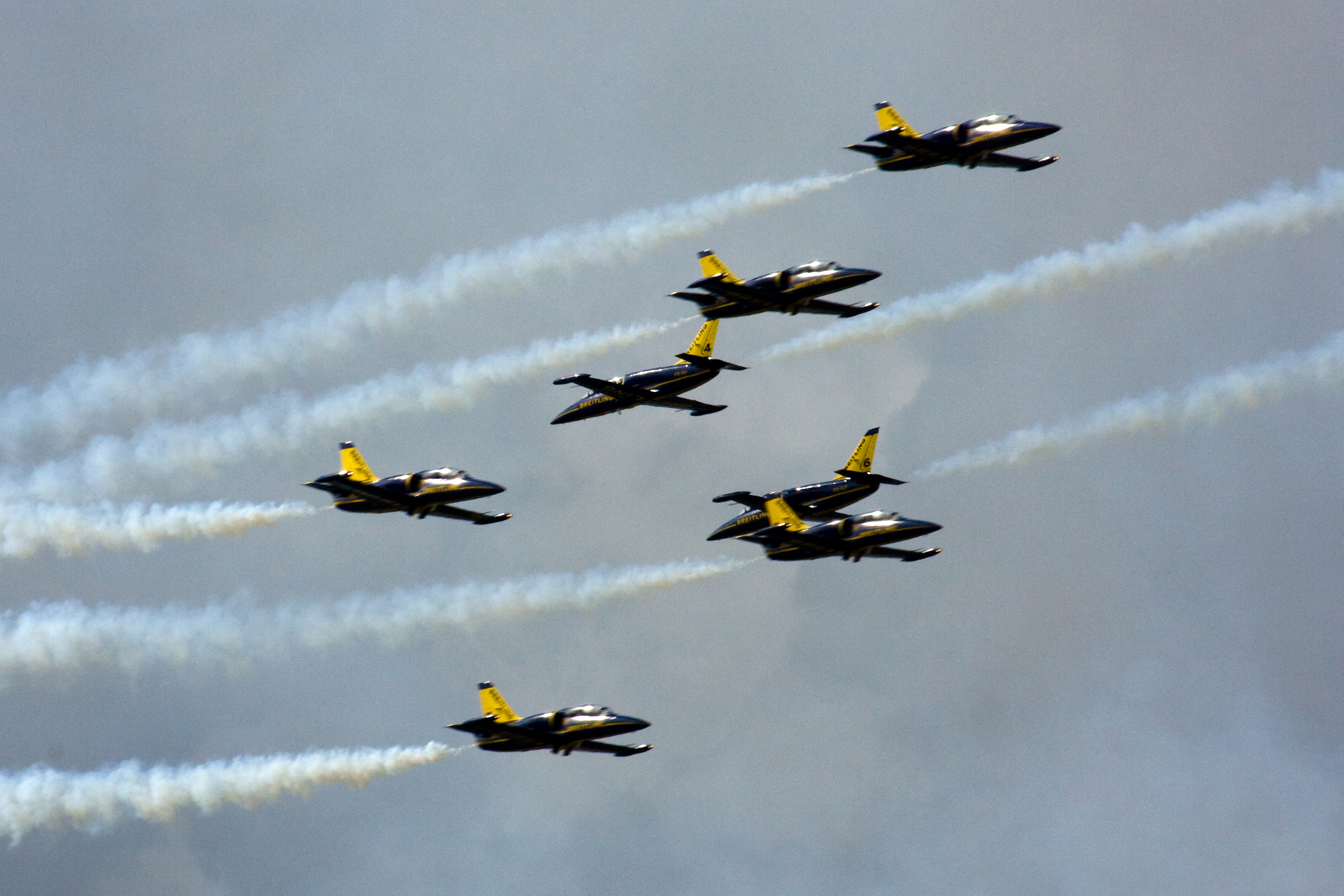
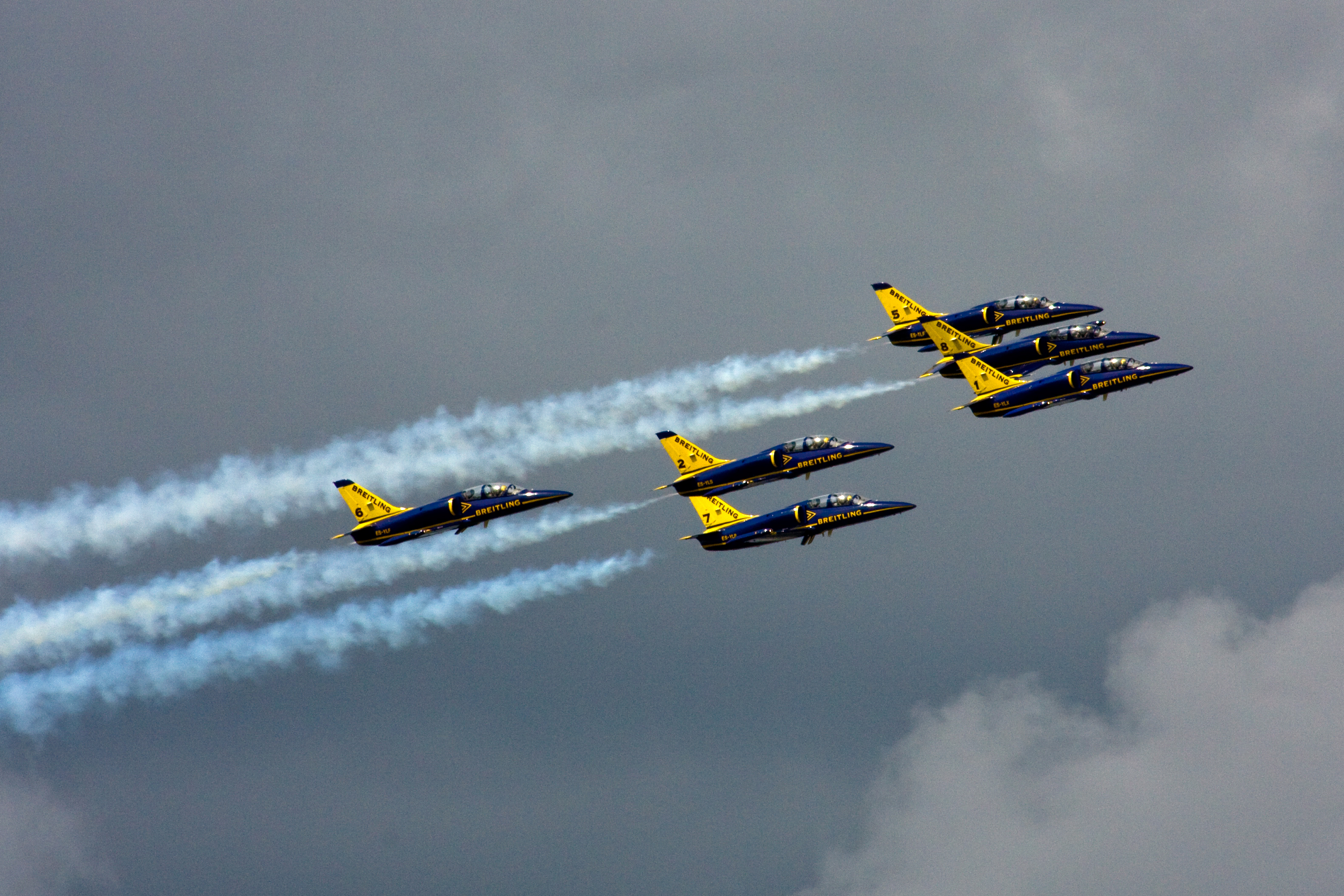

## Pays Visités
La patrouille a effectué son show dans le ciel de 36 pays.
Liste non-exhaustive:
France, USA, Royaume-Uni, Israel, Jordanie, Liban, Turquie, Grece, Suisse, Pays-Bas, République Tchèque, Espagne,....

## Sponsors et avions des patrouilles d'Apache Aviation
- 1982 à 1984 : Patrouille Martini - trois SIAI Marchetti SF.260 ;
- 1984 à 1990 : Patrouille Martini - Europe 1 - trois SIAI Marchetti SF.260 et trois Pilatus PC-7 à partir de 1986 ;
- 1990 à 1998 : Patrouille Ecco puis Adecco - quatre Pilatus PC-7 (avec TF1 comme partenaire médias) ;
- 1998 à 2002 : Patrouille Apache - deux Pilatus PC-7 ;
- 2002 à 2003 : Patrouille Apache Khalifa Jet Team ;
- 2003 à 2008 : Breitling - quatre, cinq, puis six Jet L-39s Albatros ;
- 2008 à 2019 : Breitling - sept Jet L-39s Albatros.